# Stodolî, Nijîn
Stodolî (în ucraineană Стодоли) este localitatea de reședință a comunei Stodolî din raionul Nijîn, regiunea Cernihiv, Ucraina.

## Demografie
Componența lingvistică a localității Stodolî
     Ucraineană (99,81%)
     Alte limbi (0,19%)
Conform recensământului din 2001, majoritatea populației localității Stodolî era vorbitoare de ucraineană (99,81%), existând în minoritate și vorbitori de alte limbi.